# U.S. Darfo Boario S.S.D.
Unione Sportiva Darfo Boario Società Sportiva Dilettantistica là một câu lạc bộ bóng đá Ý đến từ Darfo Boario Terme, Lombardy.

## Lịch sử
Câu lạc bộ được thành lập vào năm 1937.

### Serie D
Trong mùa 1987-1988 đội được thăng hạng, lần đầu tiên, tham gia vào Serie D và trong mùa giải 1997-1998 sau 11 mùa chuyển xuống Eccellenza Lombardy.
Trong mùa giải 2005-06 đã được thăng hạng một lần nữa lên Serie D  và trong mùa 2011-12 sau 7 mùa giải xuống hạng ở Eccellenza Lombardy, nhưng câu lạc bộ sẽ tiếp tục chơi ở Serie D sau khi được nhận vào để lấp đầy vị trí khuyết được tạo ra.

## Màu sắc và huy hiệu
Màu sắc của đội là xanh lá cây và đen.

## Đội hình hiện tại
| No. |           | Position | Player                      |
| --- | --------- | -------- | --------------------------- |
|     | Italy     | GK       | Antonino De Chiara          |
|     | Italy     | GK       | Semeh Rdifi                 |
|     | Italy     | GK       | Enrico Romeda               |
|     | Italy     | DF       | Davide Daeder               |
|     | Italy     | DF       | Giorgio Dorigo              |
|     | Italy     | DF       | Massimo Fattori             |
|     | Italy     | DF       | Nicholas Filippi            |
|     | Italy     | DF       | Matteo Milesi               |
|     | Italy     | DF       | Fabio Lebran                |
|     | Italy     | DF       | Marco Savoini               |
|     | Italy     | DF       | Davide Monteleone           |
|     | Italy     | DF       | Davide Ondei                |
|     | Argentina | MF       | Alvaro Firmin Bouza Bessero |
|     | Brazil    | MF       | Leonardo Dias Consulin      |
|     | Ghana     | MF       | Papa Dadson                 |

| No. |       | Position | Player                  |
| --- | ----- | -------- | ----------------------- |
|     | Italy | MF       | Alberto Forlani         |
|     | Italy | MF       | Gabriele Mondini        |
|     | Italy | MF       | Gabriele Prandini       |
|     | Italy | MF       | Gianluca Rachele        |
|     | Italy | MF       | Marco Taboni            |
|     | Italy | MF       | Nicolò Quaggiotto       |
|     | Italy | MF       | Riccardo Vaglio         |
|     | Italy | MF       | Francesco Mirko Velardi |
|     | Italy | MF       | Francesco Zanardini     |
|     | Italy | FW       | Mattia Baccanelli       |
|     | Italy | FW       | Davide Sinigaglia       |
|     | Italy | FW       | Christian Spampatti     |
|     | Italy | FW       | Federico Peli           |
|     | Italy | FW       | Simone Vitali           |